# Karl Schröder
Karl Schröder (Quedlinburg, Saxònia-Anhalt, 18 de desembre de 1848 – Bremen, 22 de setembre de 1935) fou un violoncel·lista i compositor musical alemany.
Fou deixeble del seu pare que portava el mateix nom, Karl Schröeder, per aquest motiu, ell era conegut com a Karl Schröeder II. Més tard estudià amb Josef Drechsler, i als catorze anys entrà en la capella de la cort a Sondershausen.
El 1871 fundà amb els seus tres germans Alwin, Hermán i Johann, un quartet de música de cambra, que es va dissoldre en ser anomenat primer violoncel·lista de l'orquestra de Brunswic.
L'any següent fou cridat a Leipzig per desenvolupar el mateix càrrec en la Gewandhaus i a més el de professor del Conservatori. El 1881 succeí a Ermannsdorfer com a director dels concerts de Sondershausen i fundà en aquesta població un Conservatori que adquirí gran increment i que va vendre al seu successor, Adolph Schultze, el 1866.
Després d'haver dirigit una temporada d'òpera a Amsterdam, fou nomenat primer director d'orquestra de l'òpera de Berlín, tornant el 1890 a Sondershausen coma director de capella de la cort i del Conservatori, càrrecs que exercí fins al 1907, en què aconseguí la jubilació.
Publicà diverses obres i un mètode per a violoncel i un tractat vers l'art de dirigir l'orquestra, deguen-se-li, a més, les òperes Aspasia, (1892) Asket (Leipzig, 1893) i Die Palikarin (Posen, 1905).